# قتل‌عام زندان بولو
قتل‌عام زندان بولو (انگلیسی: Bulu prison massacre) حادثه ای بود که در زندان بولو، سمارانگ، جاوه مرکزی در اواخر جنگ جهانی دوم رخ داد، که در آن بیش از صد اسیر ژاپنی توسط نیروهای اندونزی کشته شدند.

## زمینه
در سال ۱۹۴۲، ژاپنی‌ها به لشکرکشی هند شرقی هلند حمله کردند و آن را برای سه سال و نیم بعدی اشغال کردند. در سپتامبر ۱۹۴۴، با بد پیش رفتن جنگ، ژاپنی‌ها قول استقلال دادند، اما پس از بمباران اتمی هیروشیما و ناگاساکی، ژاپنی‌ها تسلیم شدند. بر اساس شرایط تسلیم، نیروهای ژاپنی هنوز در مجمع الجزایر مسئول حفظ نظم قبل از ورود نیروهای متفقین تحت فرماندهی دریاسالار بریتانیایی لوئیس مونتباتن، فرمانده عالی متفقین، فرماندهی جنوب شرق آسیا بودند. دو روز پس از تسلیم، در ۱۷ اوت ۱۹۴۵، رهبر ملی‌گرای اندونزی احمد سوکارنو استقلال اندونزی را اعلام کرد (اعلان استقلال اندونزی). متفقین سه هفته بعد از فرمانده نیروهای ژاپنی متوجه این موضوع شدند و از آنجایی که هنوز حداقل ۷۰۰۰۰ اسیر جنگی متفقین در اندونزی وجود داشت، بازیابی اسیران جنگی و بازداشت شدگان متفقین به مأموریتی توسط متفقین فرستاده شد. برای "تلاش برای تماس با مقامات مسئول ژاپن، کاهش شرایط سخت در اردوگاه‌های زندان و ترتیب تخلیه زندانیان و اسیران.
با این حال، ملی گرایان اندونزیایی، معروف به پمودا (جوانان)، از ژاپنی‌ها خواستند همه سلاح‌ها و مهمات را به آنها تحویل دهند. بازیابی اسیران جنگی و بازداشت شدگان متفقین «به شدت به چنین اقداماتی اعتراض کرد و از ژاپنی‌ها خواست به حفاظت از اردوگاه‌های [اسرای جنگی متفقین] ادامه دهند». با این حال، بسیاری از افسران، از جمله سرلشکر ناکامورا جونجی، درخواست بازیابی اسیران جنگی و بازداشت شدگان متفقین را نادیده گرفتند و سلاح‌های خود را تحویل دادند. با این حال، همه افسران ژاپنی، مانند سرگرد کیدو شینیچیرو، با تسلیم سلاح‌های خود موافقت نکردند. در عوض، در ۱۵ اکتبر، به افراد خود دستور داد تا کنترل شهر سمارانگ را به دست گیرند.

## قتل‌عام

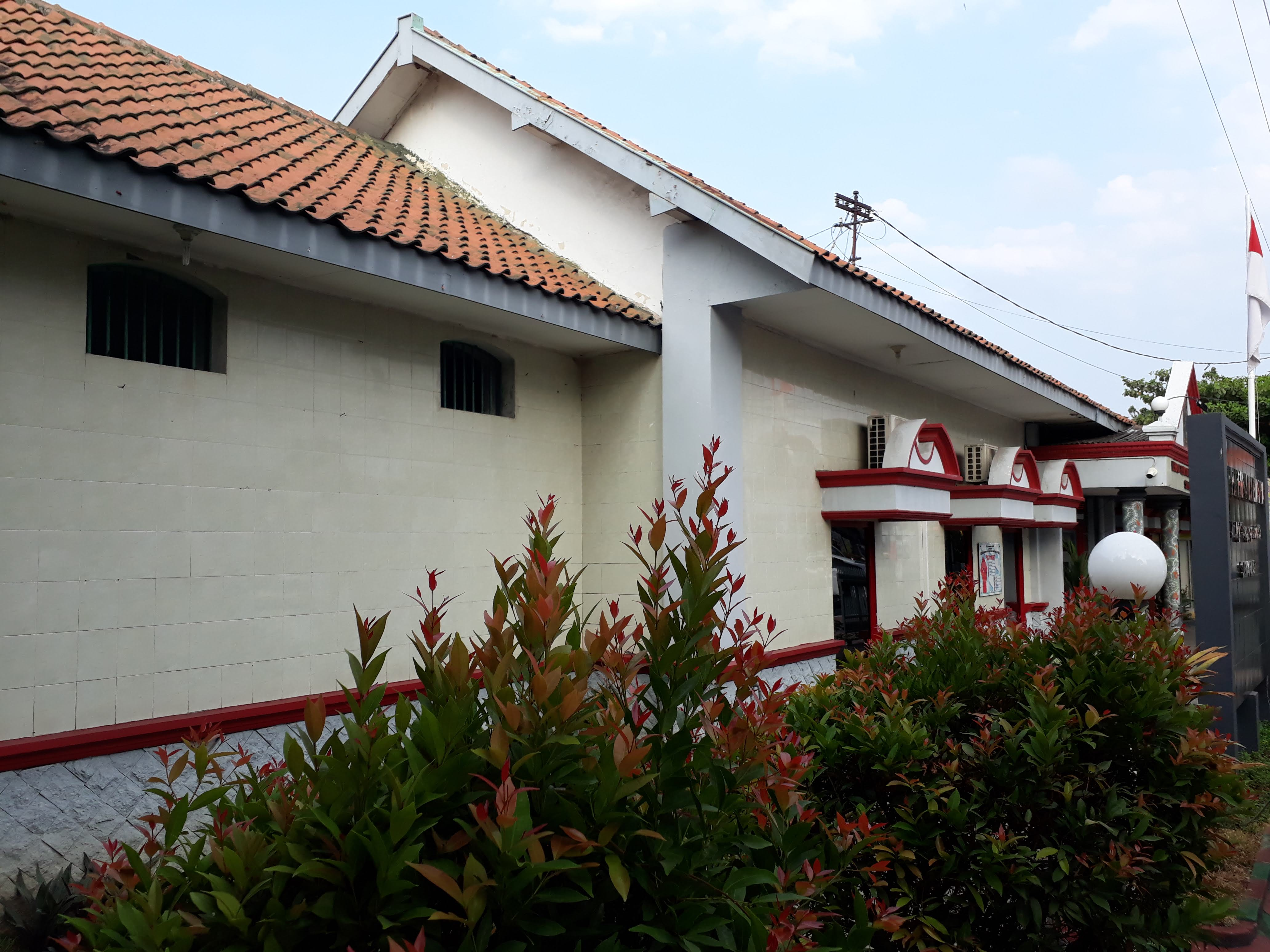
تصویری از زندان زنان بولو واقع در سمارانگ.

در پاسخ به اقدامات نظامی کیدو، ملی‌گرایان اندونزیایی حدود ۸۰ کارگر ارتش ژاپن را در یک سلول کوچک در زندان بولو بدون آب و غذا حبس کردند. یک روز بعد، کسانی که هنوز زنده بودند، به همراه ۱۳۰ ژاپنی دیگر که در همان زندان بازداشت شده بودند، به ضرب گلوله کشته شدند. برخی از زندانیان در حال مرگ با خون خود پیام‌های پایانی را روی دیواره سلول‌ها نوشتند.
هنگامی که نیروهای ژاپنی به زندان رسیدند و کنترل آن را به دست گرفتند و قتل‌عام را کشف کردند، خشمگین شدند و برای انتقام شروع به کشتن اندونزیایی‌ها کردند. غیرنظامیان ژاپنی در این امر به آنها ملحق شدند که به آنها سلاح‌هایی داده شد که از اندونزیایی‌ها ضبط شده بود. در مجموع، ژاپنی‌ها بیش از دو هزار اندونزیایی را به عنوان انتقام قتل‌عام زندان بولو کشتند، در حالی که ۵۰۰ اندونزیایی دیگر نیز جان باختند. کشتار زمانی متوقف شد که نیروهای گورکا (نظامی) بریتانیا در ۱۹ اکتبر وارد شدند و پس از سوء تفاهم اولیه و تبادل آتش، ژاپنی‌ها موافقت کردند با آنها همکاری کنند.